# 全国高等学校野球選手権大会西九州大会
全国高等学校野球選手権大会西九州大会（ぜんこくこうとうがっこうやきゅうせんしゅけんたいかいにしきゅうしゅうたいかい）は、1948年（第30回）から1977年（第59回）まで、1958年（第40回）・1963年（第45回）・1968年（第50回）・1973年（第55回）の各記念大会を除いて行われた、全国高等学校野球選手権大会の地方大会。

## 概要・歴史
九州・沖縄地方の地方大会は1930年（第16回）から北九州大会（福岡県・佐賀県・長崎県）と南九州大会（熊本県・大分県・宮崎県・鹿児島県・沖縄県）という編成だったが、1948年（第30回）から福岡県の単独代表が認められたことを受けて、西九州大会（佐賀県・長崎県・熊本県）と東九州大会（大分県・宮崎県・鹿児島県・沖縄県）に再編された。
1959年（第41回）から西九州大会（佐賀県・長崎県）、中九州大会（熊本県・大分県）、南九州大会（宮崎県・鹿児島県・沖縄県）に再編された。1979年（第61回）から佐賀県・長崎県とも単独代表が認められたが、この間、1960年（第42回）から鹿児島県、1975年（第57回）から宮崎県・沖縄県、1976年（第58回）から熊本県・大分県の単独代表がそれぞれ認められており、佐賀県・長崎県は最後となった。
26回（うち熊本県勢参加は10回）行われ、佐賀県勢の優勝7回、長崎県勢の優勝15回、熊本県勢の優勝4回。長崎県勢の優勝15回のうち8回は1959年（第41回）初優勝の海星による。

## 大会結果
| 年度（大会）         | 優勝校（代表校） | 決勝スコア | 準優勝校         | 参加県           |
| -------------------- | ---------------- | ---------- | ---------------- | ---------------- |
| 1948年（第30回大会） | 鹿島一（佐賀）   | 11 - 5     | 佐賀一（佐賀）   | 佐賀・長崎・熊本 |
| 1949年（第31回大会） | 長崎東（長崎）   | 5 - 1      | 鹿本（熊本）     | 佐賀・長崎・熊本 |
| 1950年（第32回大会） | 済々黌（熊本）   | 5 - 4      | 長崎東（長崎）   | 佐賀・長崎・熊本 |
| 1951年（第33回大会） | 長崎西（長崎）   | 8 - 0      | 済々黌（熊本）   | 佐賀・長崎・熊本 |
| 1952年（第34回大会） | 長崎商（長崎）   | 5 - 0      | 熊本工（熊本）   | 佐賀・長崎・熊本 |
| 1953年（第35回大会） | 熊本（熊本）     | 9 - 0      | 佐賀（佐賀）     | 佐賀・長崎・熊本 |
| 1954年（第36回大会） | 長崎商（長崎）   | 6 - 3      | 熊本工（熊本）   | 佐賀・長崎・熊本 |
| 1955年（第37回大会） | 熊本（熊本）     | 2 - 1      | 熊本工（熊本）   | 佐賀・長崎・熊本 |
| 1956年（第38回大会） | 済々黌（熊本）   | 8 - 1      | 熊本工（熊本）   | 佐賀・長崎・熊本 |
| 1957年（第39回大会） | 佐賀商（佐賀）   | 4 - 0      | 長崎西（長崎）   | 佐賀・長崎・熊本 |
| 1959年（第41回大会） | 海星（長崎）     | 2 - 0      | 鹿島（佐賀）     | 佐賀・長崎       |
| 1960年（第42回大会） | 鹿島（佐賀）     | 5 - 0      | 鳥栖工（佐賀）   | 佐賀・長崎       |
| 1961年（第43回大会） | 海星（長崎）     | 6 - 1      | 長崎西（長崎）   | 佐賀・長崎       |
| 1962年（第44回大会） | 佐賀商（佐賀）   | 1 - 0      | 大崎（長崎）     | 佐賀・長崎       |
| 1964年（第46回大会） | 海星（長崎）     | 2 - 0      | 唐津商（佐賀）   | 佐賀・長崎       |
| 1965年（第47回大会） | 佐賀商（佐賀）   | 3 - 0      | 武雄（佐賀）     | 佐賀・長崎       |
| 1966年（第48回大会） | 海星（長崎）     | 1 - 0      | 佐世保工（長崎） | 佐賀・長崎       |
| 1967年（第49回大会） | 海星（長崎）     | 6 - 0      | 佐賀西（佐賀）   | 佐賀・長崎       |
| 1969年（第51回大会） | 長崎商（長崎）   | 1 - 0      | 佐賀工（佐賀）   | 佐賀・長崎       |
| 1970年（第52回大会） | 唐津商（佐賀）   | 2 - 1      | 佐賀西（佐賀）   | 佐賀・長崎       |
| 1971年（第53回大会） | 海星（長崎）     | 2 - 0      | 長崎工（長崎）   | 佐賀・長崎       |
| 1972年（第54回大会） | 海星（長崎）     | 5 - 3      | 佐賀工（佐賀）   | 佐賀・長崎       |
| 1974年（第56回大会） | 佐世保工（長崎） | 5 - 1      | 海星（長崎）     | 佐賀・長崎       |
| 1975年（第57回大会） | 諫早（長崎）     | 6 - 1      | 唐津商（佐賀）   | 佐賀・長崎       |
| 1976年（第58回大会） | 海星（長崎）     | 3 - 1      | 龍谷（佐賀）     | 佐賀・長崎       |
| 1977年（第59回大会） | 佐賀商（佐賀）   | 8 - 4      | 海星（長崎）     | 佐賀・長崎       |